# Constantin Batiouchkov
Pour les articles homonymes, voir Batiouchkov.
Constantin Nikolaïevitch Batiouchkov (en russe : Константин Николаевич Батюшков), né à Danilovskoïe près de Vologda le 18 mai 1787 (29 mai dans le calendrier grégorien) et mort le 7 juillet 1855 (19 juillet dans le calendrier grégorien) à Vologda, est un poète russe.

## Biographie
Issu d'une ancienne famille de la noblesse, il passa son enfance dans le domaine familial de Danilovskoïe, près de Vologda. À sept ans, il perdit sa mère qui souffrait de dépression nerveuse, mal dont il fut lui aussi atteint, ainsi que sa sœur Alexandra.
En 1797, il partit pour Saint-Pétersbourg faire ses études à la pension Jacquinot, tenue par un Français, puis en 1801 à la pension Tripoli. À seize ans, il suivit des cours de littérature russe et française. Il était très proche de son oncle, le comte Mikhaïl Mouraviev. Il commença sous son influence à étudier de façon plus approfondie les classiques de la littérature grecque et latine et se passionna pour Tibulle et Horace. Il commença aussi à affiner son propre style.
Il fit la connaissance de représentants éminents de la culture de l'époque, comme Derjavine, Nikolaï Lvov, le comte Kapnist, Vassili Oléguine, le poète Nikolaï Gnieditch, etc. Il publia ses premiers poèmes en 1805 dans la revue Nouvelles de la littérature. Il entra à cette époque dans l'administration publique et se rapprocha d'hommes proches des conceptions de Karamzine. En 1807, il prit part à l'expédition de Prusse et fut blessé à la bataille d'Heilsberg. Il partit se reposer à Riga dans le gouvernement de Livonie. En 1808, il prit part à la guerre contre la Suède, puis démissionna de l'armée et se retira sur ses terres de Khantanovo, dans le gouvernement de Novgorod. Il devint de plus en plus sujet à des crises d'angoisse.
En 1809, il se rendit en séjour à Moscou où grâce à sa naissance, son talent, son intelligence et sa bonté, il se rapprocha des cercles fréquentés par Vassili Pouchkine (1766-1830), poète et oncle du célèbre écrivain Alexandre Pouchkine, et fit la connaissance du prince Pierre Wiazemski (1792-1878), de Karamzine (1766-1826), l'historien qu'il admirait tant, et du grand romantique russe, le poète Joukovski. Il passa le plus clair de son temps à Moscou, entrecoupé de séjours à Khantanovo.
Finalement, en 1812, il fut engagé à la Bibliothèque publique de Saint-Pétersbourg. C'était aussi l'époque des guerres napoléoniennes, et l'empereur des Français se rapprochait de Moscou. Batiouchkov s'enrôla de nouveau en tant qu'aide-de-camp du général Raïevsky, et suivit les troupes russes dans leur victoire jusqu'à Paris.
Ce séjour eut une influence importante pour le poète. Il fit connaissance de la littérature allemande et visita les musées de Paris. Il traversa ensuite l'Angleterre et la Suède et revint à Saint-Pétersbourg.
Après quelques mois à Moscou, il rentra dans la capitale de l'Empire, où il fit la connaissance de la société littéraire Arzamas, plutôt d'orientation libérale et ouverte au romantisme et à la culture européenne de l'époque.
En 1816-1817, il publia son livre Expériences en vers et en prose, publié par Gneditch. 

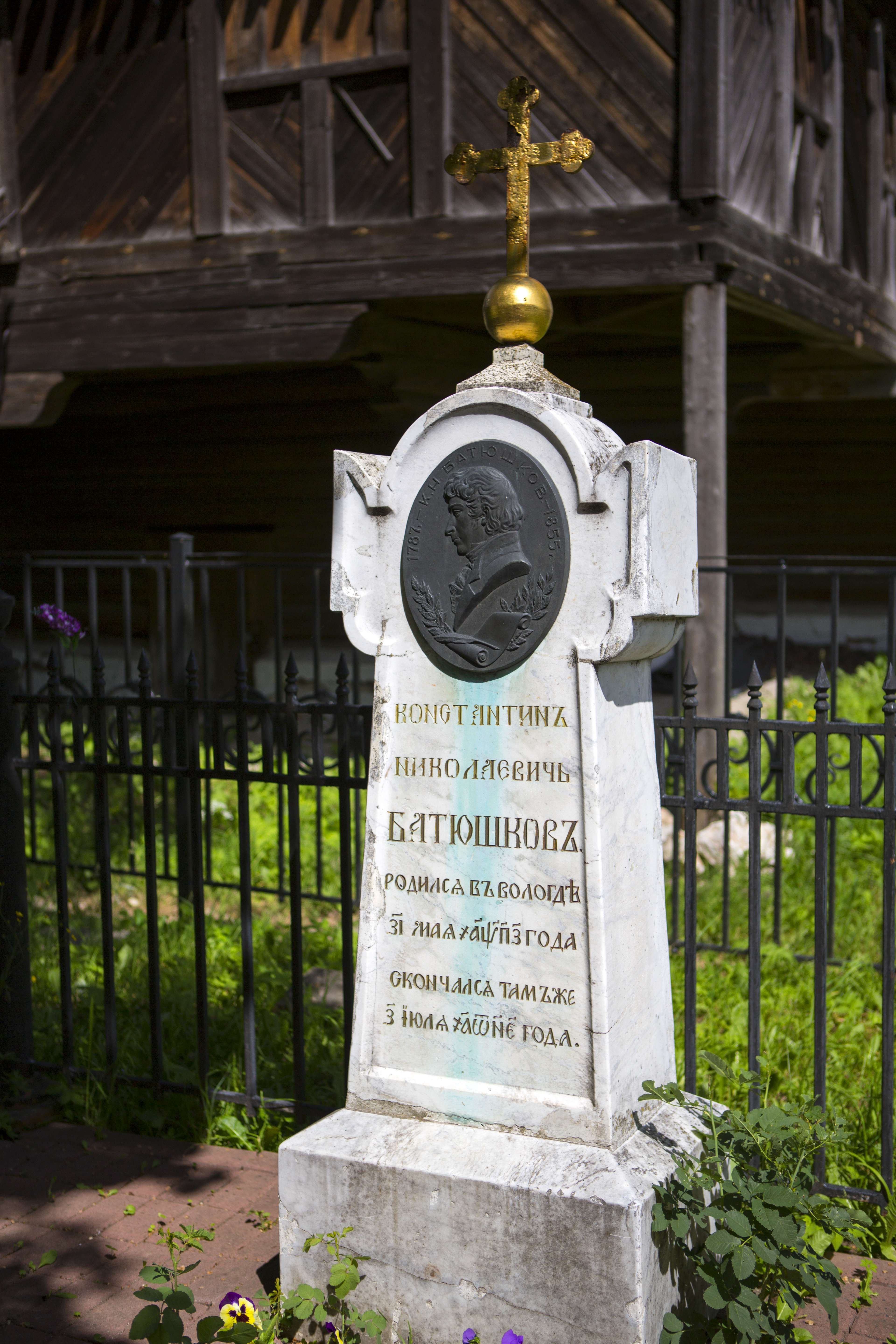
Tombe de Batiouchkov.

En 1818, il eut la chance de faire partie de la mission russe pour Naples, son rêve de connaître l'Italie se réalisait enfin...mais en 1821, de plus en plus dépressif, il quitta l'Italie.
À partir de 1822, son état empira. Il s'installa à Vologda dans la maison Sokovikov en 1833 et restait confiné chez lui et perdait de plus en plus connaissance. Il mourut du typhus à Vologda en 1855. Il fut enterré au monastère Spasso-Priloutsky, endroit romantique s'il en est, où l'on peut toujours voir sa tombe.

### Poème

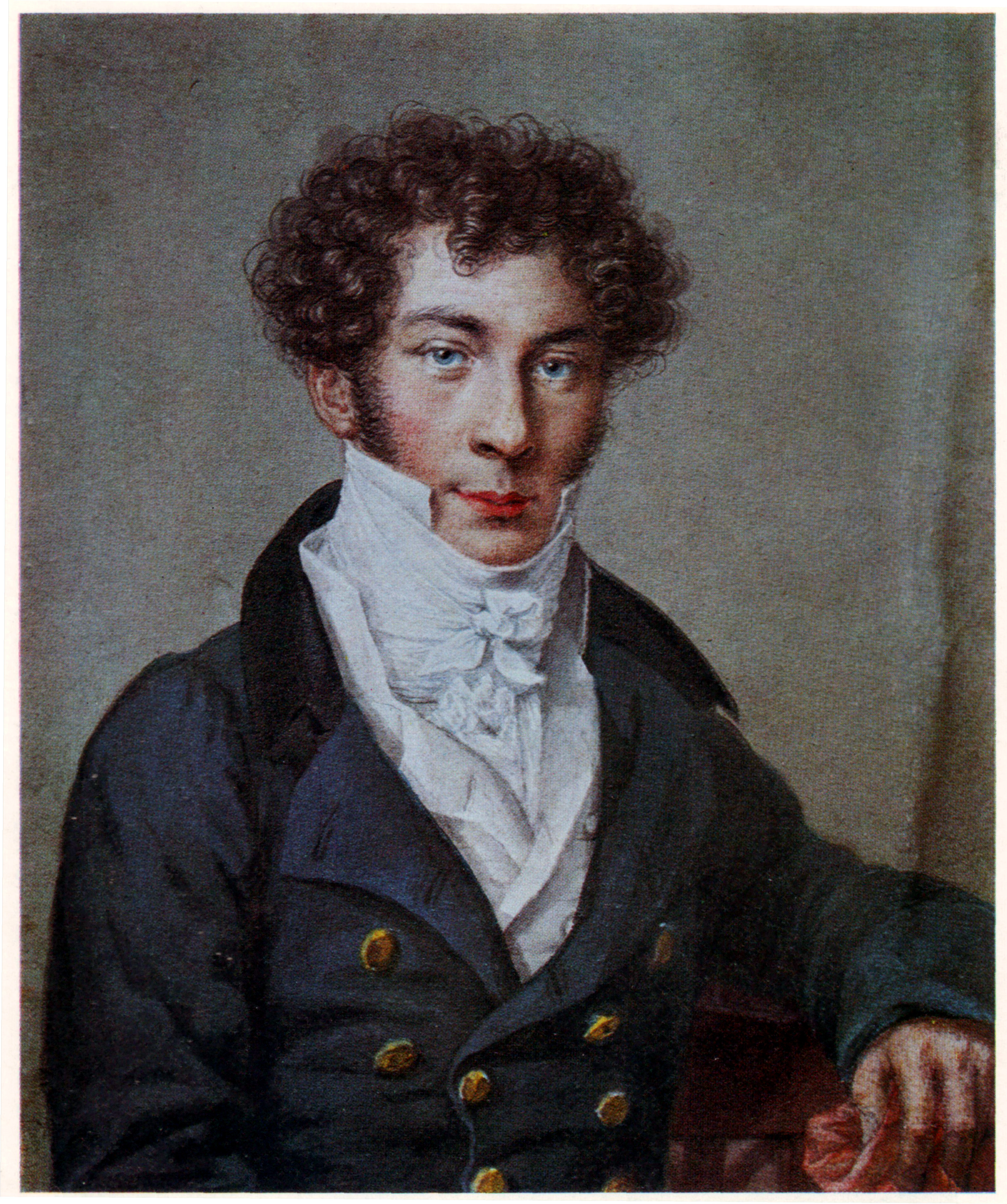
Batyushkov en 1815; portrait par Nikolaï-Ivanowitsch Utkin

- Poème "L’ombre de l’ami" lu par Christian Gonon. Traduction d’André Markowicz, paru en septembre 2011 aux éditions Actes Sud, dans le recueil « Le Soleil d’Alexandre ».